# Sticta venosa
Sticta venosa é uma espécie de líquen da família Lobariaceae. Foi descrito cientificamente em 2011.